# Pink gin
Le pink gin est un cocktail qui devient à la mode au milieu du XIXe siècle. Il est à base de « Plymouth gin » (une indication géographique protégée) et d'Angostura,  une boisson amère rouge qui donne à l'ensemble une teinte rosée. Une écorce de citron est fréquemment utilisée comme garniture, avec parfois un peu d'huile essentielle d'agrumes pour compléter.

## Origines
Le pink gin est le plus souvent considéré comme une invention ayant vu le jour dans la Royal Navy. Le Plymouth gin est un gin « doux » (à la différence du London gin, qualifié de « sec »),  additionné d'Angostura ; il est utilisé comme traitement contre le mal de mer, en 1824, par le docteur Johann Gottlieb Benjamin Siegert.
La boisson apparaît ensuite dans les bars de Grande-Bretagne. Au XIXe siècle, le gin devient très populaire et beaucoup des établissements britanniques parmi les plus cotés servent du pink gin[réf. souhaitée].

## Variations
La recette traditionnelle consiste en gin additionné d'Angostura. La proportion de ce dernier ingrédient varie selon les préparations. L'ensemble est complété d'eau fraîche, parfois avec des glaçons ; les recettes sans eau sont rares.
Il existe des variantes in et out. In signifie que le barman fait tourner l'Angostura sur les parois du verre avant de verser le gin, tandis que, dans la version out, l'Angostura est retiré du verre, ne laissant que des traces, avant qu'on y verse le gin.
Le pink gin and tonic consiste à rajouter du tonic en guise d'eau. Il est servi on the rocks dans un verre adéquat, avec une rondelle de citron.
Cedric Charles Dickens (arrière-petit-fils de Charles Dickens) rapporte, dans son ouvrage Drinking With Dickens qu'un Burnt Pink Gin est confectionné avec de l'Angostura brûlé à la flamme, puis versé dans « un grand gin sec », le tout allongé d'eau fraîche.